# پیرازولون
پیرازولون ترکیب هتروسیکلی ۵ عضوی است که حاوی دو اتم نیتروژن مجاور است. می‌توان آن را به عنوان یک مشتق از پیرازول در نظر گرفت که دارای یک گروه کربونیل اضافی (C=O) است. ترکیبات حاوی این گروه عاملی از نظر تجاری در مسکن‌ها و رنگ‌ها مفید هستند.

## ساختار و سنتز
پیرازولون می‌تواند به شکل دو ایزومر وجود داشته باشد: ۳-پیرازولون و ۴-پیرازولون.
این ایزومرها می‌توانند از طریق توتومری لاکتام–لاکتیم و ایمین–انامین به یکدیگر تبدیل شوند. این تبدیل اغلب فتوکرومیسم را نشان می‌دهد. برای مشتقات پیرازولون، ایزومر ۳-پیرازولون را می‌توان با استخلاف‌های N -آلکیل یا N -آریل تثبیت کرد.
اولین سنتز پیرازولون‌ها در سال ۱۸۸۳ توسط لودویگ نور از طریق واکنش تراکم بین اتیل استواستات و فنیل‌هیدرازین گزارش شد.
بسیاری از پیرازولون‌ها با عامل‌دار کردن پیرازولون‌های از پیش ساخته شده تولید می‌شوند.

## کاربردها

### داروسازی

آنتی‌پیرین (فنازون)، اولین داروی مبتنی بر پیرازولون

پیرازولون‌ها یکی از قدیمی‌ترین داروهای سنتزیی هستند که با معرفی آنتی‌پیرین (فنازون) در دهه ۱۸۸۰ شروع شد. این ترکیبات به‌طور کلی به عنوان ضد درد عمل می‌کنند و شامل دیپیرون (متامیزول)، آمینوفنازون، آمپیرون، فامپروفازون، مورازون، نیفنازون، پیپریلون و پروپیفنازون هستند. از این میان دیپیرون شاید بیشترین استفاده را داشته باشد.
ساختار پایه پیرازولون نیز در تعدادی از داروهای جدیدتر با اثرات دیگر استفاده شده‌است. اداراوون برای پیشگیری و/یا درمان آسیب دیواره شریان مفید است. اداراوون برای رفع تعداد پایین پلاکت خون استفاده می‌شود.

### رنگ‌ها
گروه‌های پیرازولون در چندین رنگ مهم وجود دارند. آن‌ها معمولاً در ترکیب با گروه‌های آزو برای ایجاد یک زیر خانواده از رنگ‌های آزو استفاده می‌شوند. گاهی اوقات به عنوان آزوپیرازولون‌ها (تارترازین، نارنجی B، موردانت قرمز ۱۹، زرد 2G) نامیده می‌شود. اسید زرد ۱۷، اسید زرد ۲۳ (تارترازین)، پیگمنت زرد ۱۳ و پیگمنت قرمز ۳۸ سالانه در مقیاس چند تنی تولید می‌شوند.

### لیگاندها
پیرازولون‌ها به عنوان لیگاند مورد مطالعه قرار گرفته‌اند.